# WIXIW
WIXIW ist das sechste Studioalbum der Band Liars und wurde Anfang Juni 2012 auf Mute Records veröffentlicht. Der Albumtitel ist ein Palindrom und steht für wish you.

## Rezensionen
WIXIW hat einen Metascore von 82 %, basierend auf 33 Reviews. Damit ist es das bis dato am höchsten eingestufte Album der Band.
Das deutsche Musikmagazin Visions beschreibt das Album als „ruhigste und beunruhigendste“ Platte der Band. Das Klang des Albums ist elektronischer als auf vorherige Arbeiten der Band. John Doran vergleicht den Klang des Albums in seinem BBC-Review mit Aphex Twin und Radiohead zu Kid-A-Zeiten.

## Titelliste
1. The Exact Color of Doubt – 4:07
2. Octagon – 4:38
3. No.1 Against the Rush – 5:10
4. A Ring on Every Finger – 3:18
5. Ill Valley Prodigies – 2:03
6. WIXIW – 6:12
7. His and Mine Sensations – 4:40
8. Flood to Flood – 3:30
9. Who Is the Hunter – 3:47
10. Brats – 3:02
11. Annual Moon Words – 2:37